# Kelsang Gyatso (Neue Kadampa-Tradition)
Geshe Kelsang Gyatso (tibetisch བསྐལ་བཟང་རྒྱ་མཚོ Wylie bskal-bzang rgya-mtsho) (* 1931 in Tibet; † 17. September 2022 in England) war ein Gelehrter der Gelug-Tradition des tibetischen Buddhismus, Gründer der Neuen Kadampa-Tradition (NKT) und Autor von zahlreichen Büchern zum Buddhismus.

## Leben
Geshe Kelsang wurde 1931 in Tibet geboren und mit acht Jahren als buddhistischer Mönch ordiniert. Seine Studien absolvierte er zuerst am Kloster Jampa Ling, später am Tashi-Lhunpo-Kloster, wo er zwei Examen bestand, und dann an der großen Klosteruniversität Sera-je in Lhasa.
Als er 1959 Tibet verließ, verbrachte er die darauffolgenden 18 Jahre hauptsächlich mit Meditations-Retreats in den Ausläufern des Himalaja.
1973 nahm er im Kloster Sera-je an einer Zeremonie teil, in deren Rahmen ihm eine Khata zum Zeichen seiner Anerkennung als Geshe überreicht wurde. Seit dieser Zeit wird er öffentlich als Geshe bezeichnet. Im Jahre 1977 nahm er auf Wunsch seines spirituellen Lehrers Trijang Rinpoche eine Einladung an, in Lama Thubten Yeshes FPMT-Zentrum Manjushri Institut in Ulverston, England, zu lehren. 1987 begab er sich im Süden Schottlands in ein Dreijahres-Retreat, und während dieser Zeit schrieb er einige Bücher. Seit dieser Zeit war das Manjushri Zentrum sein spirituelles Zuhause, wo er Tausende von Unterweisungen gab.
Im Jahr 1991 gründete er die Neue Kadampa-Tradition. Die Neue Kadampa-Tradition versteht sich selbst als Fortsetzung der buddhistischen Kadampa-Linie, wie sie von Atisha und Je Tsongkhapa stammt. Geshe Kelsang Gyatso Rinpoche veröffentlichte 1980 sein erstes Buch, Sinnvoll zu betrachten. Er ist der Autor von 23 – für die NKT-Anhänger maßgeblichen – Büchern, die die alte Weisheit des Buddhismus in unsere moderne Welt übertragen. Eine Vielzahl der Bücher Geshe Kelsangs sind Kommentare zu Je Tsongkhapas Werken. Geshe Kelsang ist ein „vollkommen verwirklichter Meditationsmeister“ und international anerkannter Lehrer des Buddhismus, der den Weg für die Einführung des modernen Buddhismus in unsere heutige Gesellschaft ebnete. Er steht in einer ununterbrochenen Linie von buddhistischen Meistern in direkter Folge seines eigenen spirituellen Meisters Kyabje Trijang Dorjechang bzw. Yongdzin Trijang Dorjechang bzw. Trijang Rinpoche (1901–1981) und dessen Meister Phabongkha Rinpoche Dechen Nyingpo (1878–1941).
Auf der Grundlage seiner Bücher und Texte entwarf Geshe Kelsang die drei Studienprogramme, die an allen NKT-Zentren unterrichtet werden.
Er übersetzte Gebetstexte, passte die Rituale an die westliche Kultur an und gründete buddhistische Zentren und Gruppen in der ganzen Welt. Heute sind es über 1200 in mehr als 50 Ländern. Es existiert eine weltumspannende Sangha von Ordinierten und Laienanhängern. In der NKT gab es 2008 über 700 Mönche und Nonnen.
Geshe Kelsang Gyatso wurde im Jahre 1982 britischer Staatsbürger.

## Veröffentlichungen
- Einführung in den Buddhismus; Eine Erklärung der buddhistischen Lebensweise. Tharpa Verlag, ISBN 978-3-908543-25-1.
- Verwandle dein Leben; eine glückselige Reise. (Originaltitel: Transform Your Life) Geshe Kelsang Gyatso und Neue Kadampa-Tradition; Deutsche Übersetzung: Björn Clausen, Mark Foster, Kelsang Nyima, Hans Müller, Manfred Saner, Andrea Schumacher, Tharpa-Verlag Zürich, 1. Auflage 2002, ISBN 3-908543-16-9
- Freudvoller Weg; Der vollständige buddhistische Pfad zur Erleuchtung. Tharpa Verlag, ISBN 978-3-908543-14-5.
- Das neue Meditationshandbuch; Meditationen, die zu einem glücklichen und sinnvollen Leben führen. Tharpa Verlag, ISBN 978-3-908543-21-3.
- Allumfassendes Mitgefühl, Inspirierende Lösungen für schwierige Zeiten. Tharpa Verlag, ISBN 978-3-908543-02-2.
- Den Geist verstehen, Eine Erklärung der Natur und der Funktionen des Geistes. Tharpa Verlag, ISBN 978-3-908543-12-1.
- Herz der Weisheit, Eine Erklärung des Herz-Sutra. Tharpa Verlag, ISBN 978-3-908543-13-8.
- Herzjuwel: Die essentiellen Übungen des Kadampa-Buddhismus. Geshe Kelsang Gyatso und Manjushri Centre 1991, Tharpa Verlag, ISBN 3-908543-04-5.
- Acht Schritte zum Glück, Der Buddhistische Weg Der Liebevollen Güte (Originaltitel: Eight Steps to Happiness.) Tharpa Verlag Deutschland, 2. vollständig überarbeitete Auflage 2012, Neue Kadampa Tradition – Internationale Union des Kadampa-Buddhismus 2000, 2012, ISBN 978-3-908543-51-0 (Taschenbuch), ISBN 978-3-908543-52-7 (gebundene Ausgabe)
- Das klare Licht der Glückseligkeit: Ein tantrisches Meditationshandbuch. Geshe Kelsang Gyatso und Neue Kadampa Tradition, deutsche Übersetzung 2004, ISBN 3-908543-19-3.
- Mahamudra Tantra, Eine Einführung in die Meditation über Tantra. Tharpa Verlag, ISBN 978-3-908543-26-8.
- Sinnvoll zu betrachten, Die Lebensweise eines Boddhisattvas. Tharpa Verlag, ISBN 978-3-908543-10-7.
- Führer ins Dakiniland : Die Praxis des Höchsten Yoga-Tantras von Buddha Vajrayogini. Geshe Kelsang Gyatso. [Übers.: Gabriela Keller], Tharpa Verlag, Zürich/Berlin 2005, ISBN 3-908543-23-1. (Originaltitel: Guide to Dakini Land)
- Wie wir unsere Probleme lösen: Die vier edlen Wahrheiten. Tharpa-Verlag, Geshe Kelsang Gyatso, 2005, ISBN 3-908543-22-3.
- Moderner Buddhismus: Der Weg des Mitgefühls und der Weisheit. Geshe Kelsang Gyatso, Tharpa-Verlag, 2011, ISBN 978-3-908543-34-3.
- Tantrische Ebenen und Pfade (Originaltitel: Tantric Grounds and Paths). Tharpa Verlag Deutschland, Deutsche Übersetzung: Geshe Kelsang Gyatso Rinpoche und Neue Kadampa Tradition, 1. Auflage 2015, ISBN 978-3-908543-08-4-Broschur
- Essence of Vajrayana (englisches Original; deutsch: Essenz Des Vajrayana) first published in 1997, reprinted 2003; second edition revised and reset 2017. Geshe Kelsang Gyatso and New Kadampa Tradition-International Kadampa Buddhist Union 1997, 2017, ISBN 978-1-910368-66-4-paperback, ISBN 978-1-910368-67-1-ePub, ISBN 978-1-910368-68-8-kindle
- Essenz des Vajrayana: Die höchste Yoga Tantra Praxis des Heruka Körpermandalas, Herausgeber: Tharpa Verlag Deutschland, deutsche Übersetzung: Ehrwürdiger Geshe Kelsang Gyatso und NKT-IKBU, 1. Auflage 2020, ISBN 978-3-947058-25-9, ISBN ePub 978-3-947058-26-6, ISBN Kindle 978-3-947058-27-3
- Ocean of Nectar (noch nicht ins Deutsche übersetzt) Geshe Kelsang Gyatso, New Kadampa Tradition-International Kadampa Buddhist Union, Tharpa Publications UK, US, first published in 1995, reprinted 2003, second edition 2017, ISBN 978-1-910368-71-8-paperback, ISBN 978-1-910368-72-5-ePub, ISBN 978-1-910368-73-2-kindle
- Sinnvoll Leben, Freudvoll Sterben (Originaltitel: Living Meaningfully, Dying Joyfully). Tharpa Verlag Deutschland, Deutsche Übersetzung: Geshe Kelsang Gyatso und Neue Kadampa Tradition 2014, ISBN 978-3-908543-28-2
- Great Treasury of Merit Geshe Kelsang Gyatso, im englischen Original, Tharpa Publications UK, US, NKT 1992, ISBN 0-948006-22-6.
- Grosse Schatzkammer der Verdienste, Wie wir uns auf uns auf unseren spirituellen Meister verlassen, Herausgeber: Tharpa Verlag Deutschland, deutsche Übersetzung: Ehrwürdiger Geshe Kelsang Gyasto Rinpoche und NKT-IKBU, 1. Auflage 2019, ISBN 978-3-947058-10-5 ISBN ePub: 978-3-908543-12-6 ISBN Kindle: 978-3-908543-13-4
- als Herausgeber von Shantideva: Leitfaden für die Lebensweise eines Bodhisattvas. Deutsche Übersetzung Geshe Kelsang Gyatso und Neue Kadampa Tradition, Tharpa Verlag, 2003, ISBN 3-908543-20-7.
- Die mündlichen Anleitungen des Mahamudra, Die Essenz der Sutra und Tantra Lehren Buddhas (Originaltitel: The Oral Instructions of Mahamudra), Tharpa Verlag Deutschland, Deutsche Übersetzung: Geshe Kelsang Gyatso und Neue Kadampa Tradition 2016, ISBN 978-3-908543-84-8
- Das Bodhisattva Gelübde (Originaltitel: The Bodhisattva Vow). Tharpa Verlag Deutschland, Deutsche Übersetzung: Geshe Kelsang Gyatso und Neue Kadampa Tradition 2014, ISBN 978-3-908543-05-3
- Der Spiegel des Dharma (Originaltitel: The Mirror Of Dharma) 1. Auflage 2018; Deutsche Übersetzung Ehrwürdiger Geshe Kelsang Gyatso Rinpoche und Neue Kadampa Tradition-Internationale Union des Kadampa Buddhismus 2018, ISBN 978-3-947058-13-6, ISBN ePub 978-3-947058-14-3, ISBN Kindle 978-3-947058-15-0

## Belege
1. ↑  Moderner Kadampa Buddhismus – Broschüre der Neuen Kadampa-Tradition – International Kadampa Buddhist Union (Memento vom 13. Februar 2009 im Internet Archive)
2. ↑  Modern Day Kadampas, James Belither (Memento vom 11. Dezember 2008 im Internet Archive)
3. ↑  Moderner Kadampa-Buddhismus – Broschüre der Neuen Kadampa-Tradition – International Kadampa Buddhist Union (Memento vom 13. Februar 2009 im Internet Archive)

| Personendaten    | Personendaten                                                                                             |
| ---------------- | --- |
| NAME             | Gyatso, Kelsang                                                                                           |
| ALTERNATIVNAMEN  | Gyatso, Geshe Kelsang (vollständiger Name); Rgya-mtsho, Bskal-bzang                                       |
| KURZBESCHREIBUNG | tibetischer Gelehrter der Gelug-Tradition des tibetischen Buddhismus, Gründer der Neuen Kadampa Tradition |
| GEBURTSDATUM     | 1931 |
| GEBURTSORT       | Tibet |
| STERBEDATUM      | 17. September 2022                                                                                        |
| STERBEORT        | England                                                                                                   |